# Elezioni parlamentari in Israele del 2003
Le elezioni parlamentari in Israele del 2003 si tennero il 28 gennaio per il rinnovo della Knesset.
Mentre fino alle precedenti elezioni del 1999 le consultazioni elettorali prevedevano sia l'elezione diretta del Primo Ministro sia l'elezione della Knesset, dal 2003 esse hanno ripreso a coincidere con le sole elezioni legislative.
L'esito fu una larga vittoria per il Likud, guidato da Ariel Sharon, che venne rieletto Primo ministro il 28 febbraio 2003, a capo di una coalizione di Likud (incluso Israel BaAliya), Shinui e Unione Nazionale, cui già il 3 marzo si univa il Partito Nazionale Religioso. Nel corso del 2004 la coalizione si disintegrò a causa del progetto di ritiro da Gaza e del bilancio pubblico, ma a gennaio 2005 si unirono al Likud i Laburisti (incluso Meimad) e a marzo Agudat Israel. Di fronte allo stallo politico, a novembre 2005 Sharon formò Kadima spaccando il Likud.

## Risultati
| Likud                                    | 925 279   | 29,42 | 38  |  |  |  |
| Ha-Avoda - Meimad                        | 455,183   | 0,01  | 19  |  |  |  |
| Shinui                                   | 386 535   | 12,29 | 15  |  |  |  |
| Shas                                     | 258 879   | 8,23  | 11  |  |  |  |
| Unione Nazionale                         | 173 973   | 5,53  | 7   |  |  |  |
| Meretz-Yachad - Scelta Democratica       | 164 122   | 5,22  | 6   |  |  |  |
| Partito Nazionale Religioso              | 132,370   | 0,00  | 6   |  |  |  |
| Ebraismo della Torah Unito               | 135 087   | 4,29  | 5   |  |  |  |
| Hadash - Ta'al                           | 93 819    | 2,98  | 3   |  |  |  |
| Una Nazione                              | 86 808    | 2,76  | 3   |  |  |  |
| Balad                                    | 71 299    | 2,27  | 3   |  |  |  |
| Yisrael BaAliyah                         | 67 719    | 2,15  | 2   |  |  |  |
| Lista Araba Unita                        | 65 551    | 2,08  | 2   |  |  |  |
| Ale Yarok                                | 37 855    | 1,20  | –   |  |  |  |
| Herut                                    | 36 202    | 1,15  | –   |  |  |  |
| Alleanza Nazionale Progressista          | 20 571    | 0,65  | –   |  |  |  |
| I Verdi                                  | 12 833    | 0,41  | –   |  |  |  |
| Yisrael Aheret                           | 7 144     | 0,23  | –   |  |  |  |
| Ahavat Yisrael                           | 5 468     | 0,17  | –   |  |  |  |
| Tzomet                                   | 2 023     | 0,06  | –   |  |  |  |
| Partito di Centro                        | 1 961     | 0,06  | –   |  |  |  |
| Partito dei Lavoratori Da'am             | 1 925     | 0,06  | –   |  |  |  |
| Cittadini e Stato                        | 1 566     | 0,05  | –   |  |  |  |
| Partito dei Diritti Umani nella Famiglia | 1 284     | 0,04  | –   |  |  |  |
| Lahava                                   | 1 181     | 0,04  | –   |  |  |  |
| Za'am                                    | 894       | 0,03  | –   |  |  |  |
| Leader                                   | 833       | 0,03  | –   |  |  |  |
| Totale                                   | 3 145 364 | 100   | 120 |  |  |  |
|                                          |           |       |     |  |  |  |
| Voti non validi                          | 55 409    | 1,73  |     |  |  |  |
| Votanti                                  | 3 200 773 | 67,81 |     |  |  |  |
| Elettori                                 | 4 720 079 |       |     |  |  |  |